# Stethorrhagus tridentatus
Stethorrhagus tridentatus là một loài nhện trong họ Corinnidae.
Loài này thuộc chi Stethorrhagus. Stethorrhagus tridentatus được Lodovico di Caporiacco miêu tả năm 1955.